# Martin Petersen (Schiedsrichter)
Martin Petersen (* 28. Februar 1985 in Filderstadt) ist ein deutscher Fußballschiedsrichter.

## Leben
Petersen, von Beruf Immobilienkaufmann, ist Mitglied des Vereins VfL Stuttgart. 2000 legte er seine Schiedsrichterprüfung ab und pfiff ab 2001 Spiele in der Bezirksliga unter Beobachtung und war als Schiedsrichterassistent in der Oberliga tätig. 2002 begann er Spiele der Landesliga Württemberg zu pfeifen und wurde damit bis dahin jüngster Landesligaschiedsrichter aller Zeiten in Württemberg. Ab 2005 übernahm er die Spielleitung in der Verbandsliga Württemberg, bevor er nur ein Jahr später in die Oberliga Baden-Württemberg wechselte. Ab 2008 war er in der Regionalliga Süd aktiv, bevor er 2009 erste Profispiele in der 3. Fußball-Liga pfeifen durfte. Zudem war er als Assistent auch in der 2. Fußball-Bundesliga aktiv. 2011 wurde er fester Schiedsrichter in der 2. Bundesliga und zudem Assistent in der Fußball-Bundesliga, wo er in der Saison 2014/15 in 15 Spielen an der Linie aktiv war.
Am 10. August 2015 wurde Petersen in der 1. Hauptrunde des DFB-Pokals 2015/16 als leitender Schiedsrichter im Spiel zwischen dem VfL Osnabrück und RB Leipzig beim Stand von 1:0 in der 71. Minute von einem Feuerzeug am Kopf getroffen, woraufhin er das Spiel erst unterbrach und wenige Minuten später abbrach. Er hatte eine leichte Gehirnerschütterung erlitten.
Seit der Saison 2017/18 kommt Petersen in der Fußball-Bundesliga zum Einsatz. Die erste Begegnung unter seiner Leitung in der Bundesliga war die Partie des 1. FC Köln gegen Eintracht Frankfurt am 20. September 2017.